# Boris Arkadjew
Boris Andriejewicz Arkadjew, ros. Борис Андреевич Аркадьев (ur. 9 września?/21 września 1899 w Petersburgu, Imperium Rosyjskie, zm. 17 października 1986 w Moskwie, Rosyjska FSRR, ZSRR) – rosyjski piłkarz, grający na pozycji obrońcy lub pomocnika, trener piłkarski.

## Kariera piłkarska

### Kariera klubowa
Wychowanek klubu Unitas Sankt Petersburg. W 1920 rozpoczął karierę piłkarską w drużynie Ruskabel Moskwa. Później grał w zespole Sacharniki Moskwa, RKimA Moskwa oraz Mietałłurg Moskwa. Również w latach 1925 i 1930-1931 bronił barw reprezentacji Moskwy. W 1936 zakończył swoją karierę piłkarską.

## Kariera trenerska
Po zakończeniu kariery piłkarskiej rozpoczął karierę szkoleniowca. Pracował na stanowisku głównego trenera w klubach Mietałłurg Moskwa (od sierpnia 1936 do 1939), Dinamo Moskwa (od 1940 do maja 1944), CSKA Moskwa (od lipca 1944 do sierpnia 1952 oraz 1958-1959), Lokomotiw Moskwa (od września 1952 do 1957 oraz od 1963 do sierpnia 1965), Neftyanık Baku (1961-1962), Paxtakor Taszkent (1967), Neftianik Fergana (1968) i Szynnik Jarosławl (1969).
W 1952 prowadził olimpijską reprezentację ZSRR, która została zebrana z piłkarzy CDSA Moskwa. Na Igrzyskach Olimpijskich w Helsinkach w 1/16 finału „Sbornaja” z trudem pokonała Bułgarię (2:1) i trafiła na Jugosławię. W tamtych czasach stosunki tych dwóch państw socjalistycznych były złe, tak jak przywódca Jugosławii Josip Broz Tito wyprowadził swój kraj ze wspólnoty państw socjalistycznych, i gra przeciwników była bardziej walką polityczną, a nie sportową. W połowie drugiej połowy meczu radziecka reprezentacja przegrywała z wynikiem 1:5, ale udało jej się doprowadzić mecz do remisu. Ale w meczu powtórce, chociaż Wsiewołod Bobrow otworzył wynik, reprezentacja ZSRR ustąpiła 1:3. Na karę od przywódców politycznych Związku Radzieckiego nie długo czekało się: po pierwszych trzech kolejkach mistrzostw, w których CSKA zwyciężał, w dniu meczu z Dynamem Kijow po zespół nie przyjechał autobus, a szef zespołu Wasilij Zajcew został wezwany do Komitetu Sportowego, gdzie jemu został odczytany rozkaz nr 793 o rozwiązaniu zespołu. Dotychczasowe wyniki w mistrzostwach 1952 roku zostały unieważnione, a gracze zostali przydzieleni do innych drużyn. Tak zakończyła swoje istnienie „drużyna poruczników”. Również trener Boris Arkadjew został pozbawiony tytułu Zasłużonego Mistrza Sportu ZSRR (w 1955 przywrócono). W 1959 ponownie prowadził olimpijską reprezentację.
Jako trener posiadał wiele oryginalnych pomysłów i projektów teoretycznych - szeroki zasięg działania napastników ze zmianą miejsc w systemie „W” (Dinamo Moskwa w 1940), grę podwójnego ataku w centrum (Wsiewołod Bobrow i Grigorij Fiedotow w CDKA), korzystania z osobistej opieki (N. Pałyska w Dinamo i CDKA), zmienność miejsc graczy bocznych oraz wzięcia udziału w ataku obrońców (W. Czistochwałow w CDKA). Dobrze wykształcony, erudyta, do graczy zwracał się na „Wy”. Autor książek: „Taktyka meczu piłki nożnej” (1948, 1962), „Gra w środku pola” (1956, 1958). Zmarł 17 października 1986 w Moskwie. Został pochowany na tamtejszym Cmentarzu Wostriakowskim.

## Sukcesy i odznaczenia

### Sukcesy klubowe
- mistrz Moskwy: 1932 (j), 1933 (j)

### Sukcesy trenerskie
- mistrz ZSRR: 1940, 1946, 1947, 1948, 1950, 1951
- wicemistrz ZSRR: 1945, 1949
- brązowy medalista Mistrzostw ZSRR: 1958
- zdobywca Pucharu ZSRR: 1945, 1948, 1951, 1957
- finalista Pucharu ZSRR: 1944

### Odznaczenia
- tytuł Mistrza Sportu ZSRR
- tytuł Zasłużonego Mistrza Sportu ZSRR: 1942 (w 1952 odebrano, w 1955 przywrócono)
- tytuł Zasłużonego Trenera Sportu ZSRR: 1957
- Order „Znak Honoru”: 1957